# Esperanza (stacja metra)
Esperanza – stacja metra w Madrycie, na linii 4. Znajduje się w dzielnicy Hortaleza, w Madrycie i zlokalizowana jest pomiędzy stacjami Canillas i Arturo Soria. Została otwarta 5 maja 1979.